# Blanche Sorbier
Blanche Sorbier, née le 3 juin 1854 dans le 2e arrondissement de Lyon et morte le 3 novembre 1929 dans la même ville, est une compositrice française.

## Biographie
Blanche Jeanne Véronique Sorbier nait à Lyon le 3 juin 1854 de Joseph Armand Sorbier et Victorine Emma Chepy.
Elle entre au Conservatoire national supérieur de musique et de danse de Paris le 23 octobre 1873. Elle suit les cours d'accompagnement au piano d'Ernest Guiraud en compagnie d'autres élèves comme Eugène Piffaretti, Gabriel Pierné ou Mel Bonis.
En 1879, elle obtient le premier prix d'accompagnement et d'harmonie,.
Elle joue notamment un trio de Josef Rheinberger à Lyon, en décembre 1880.
Elle meurt à Lyon le 3 novembre 1929.

## Sources
- Étienne Jardin, Mel Bonis (1858-1937) : parcours d'une compositrice de la Belle Époque, 2020 (ISBN 978-2-330-13313-9 et 2-330-13313-8, OCLC 1153996478, lire en ligne)